# Myra Breckinridge

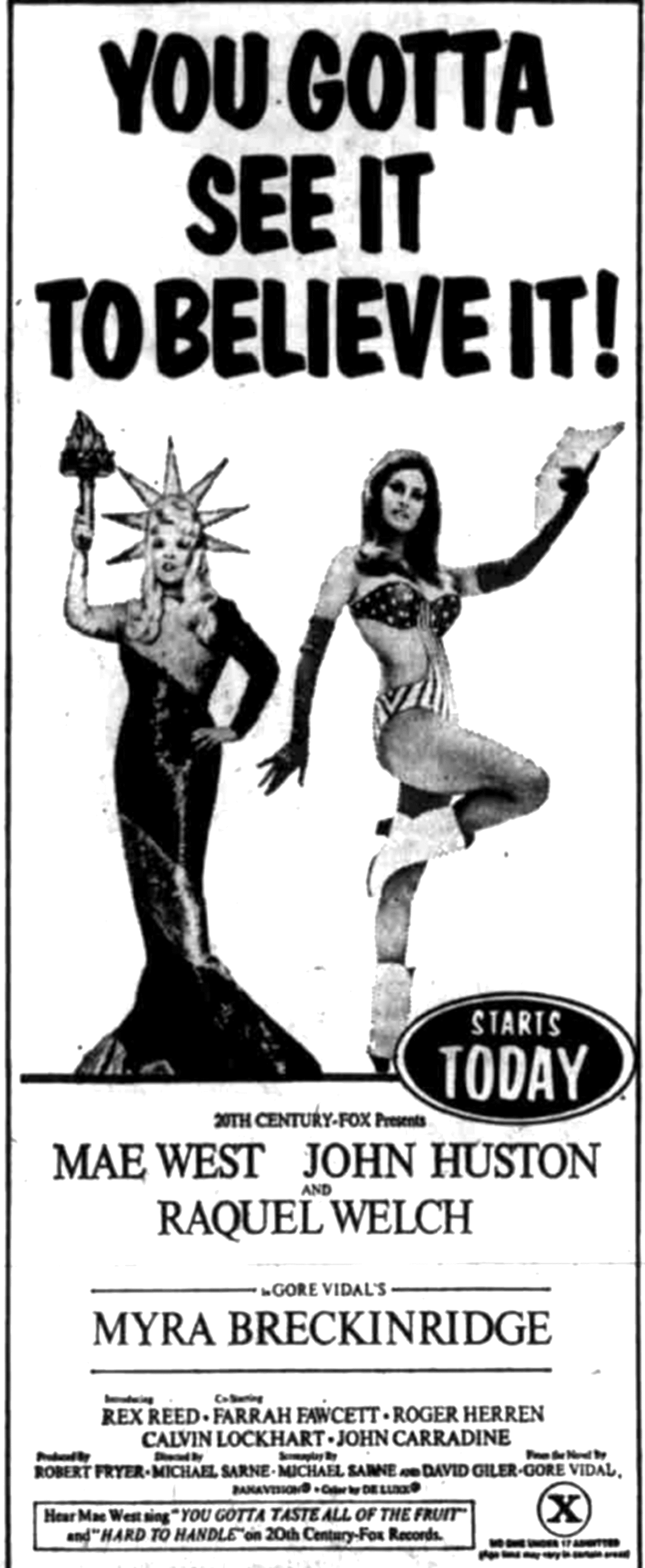
publicité pour le film Myra Breckenridge le 29 juillet 1970

Pour plus de détails, voir Fiche technique et Distribution.
Myra Breckinridge est un film américain de Michael Sarne (en) réalisé en 1970, mettant en vedette Raquel Welch dans le rôle-titre. Le film a suscité la controverse en raison de son caractère explicitement sexuel (on y voyait jusqu'à un acte de viol d'un homme), mais à la différence du roman, Myra Breckinridge n'a reçu que peu ou pas d'éloges de la critique et a même été cité comme l'un des plus mauvais films jamais réalisés.

## Synopsis
Myron Breckinridge, étudiant en cinématographie, va en Europe pour y subir une opération de changement de sexe.
De retour en  Amérique, Myra part pour Hollywood. Là-bas, elle cherche à prendre sa revanche des torts qu'on lui a faits et dont elle se souvient. Pour hériter de la fortune de son oncle, Buck Loner, elle fait semblant d'être la veuve de Myron, mais l'oncle ne le croit pas. 

## Fiche technique
- Titre : Myra Breckinridge
- Réalisation : Michael Sarne (en)
- Scénario : Michael Sarne et David Giler (d'après le roman de Gore Vidal)
- Acteurs principaux : Raquel Welch, John Huston, Mae West
- Musique : John Phillips
- Costumes : Theadora Van Runkle
- Société de production : 20th Century Fox
- Pays d'origine :  États-Unis
- Genre : Comédie
- Durée : 94 minutes
- Dates de sortie : 
  - États-Unis : 24 juin 1970
  - France : 19 mars 1971[2]

## Distribution
- Raquel Welch : Myra Breckinridge
- Rex Reed (en) : Myron Breckinridge
- Mae West : Letitia Van Allen
- John Huston : Buck Loner
- Farrah Fawcett : Mary Ann Pringle
- Tom Selleck : Stud
- Kathleen Freeman : Bobby Dean Loner
- Grady Sutton : Kid Barlow
- Calvin Lockhart : Irving Amadeus
- Roger C. Carmel : Dr Randolph Spencer Montag
- Monty Landis : Vince